# Narycia heliochares
Narycia heliochares är en fjärilsart som beskrevs av Edward Meyrick 1893. Narycia heliochares ingår i släktet Narycia och familjen säckspinnare. Inga underarter finns listade i Catalogue of Life.